# Sint Anthonis
Pour les articles homonymes, voir Anthonis.
Sint Anthonis (en français : Saint-Antoine) est une commune et un village des Pays-Bas de la province du Brabant-Septentrional.

## Localités
Landhorst, Ledeacker, Oploo, Rijkevoort-De Walsert, Sint Anthonis, Stevensbeek, Wanroij et Westerbeek.